# Gustav-Adolf-Kirche (Friedrichswerth)

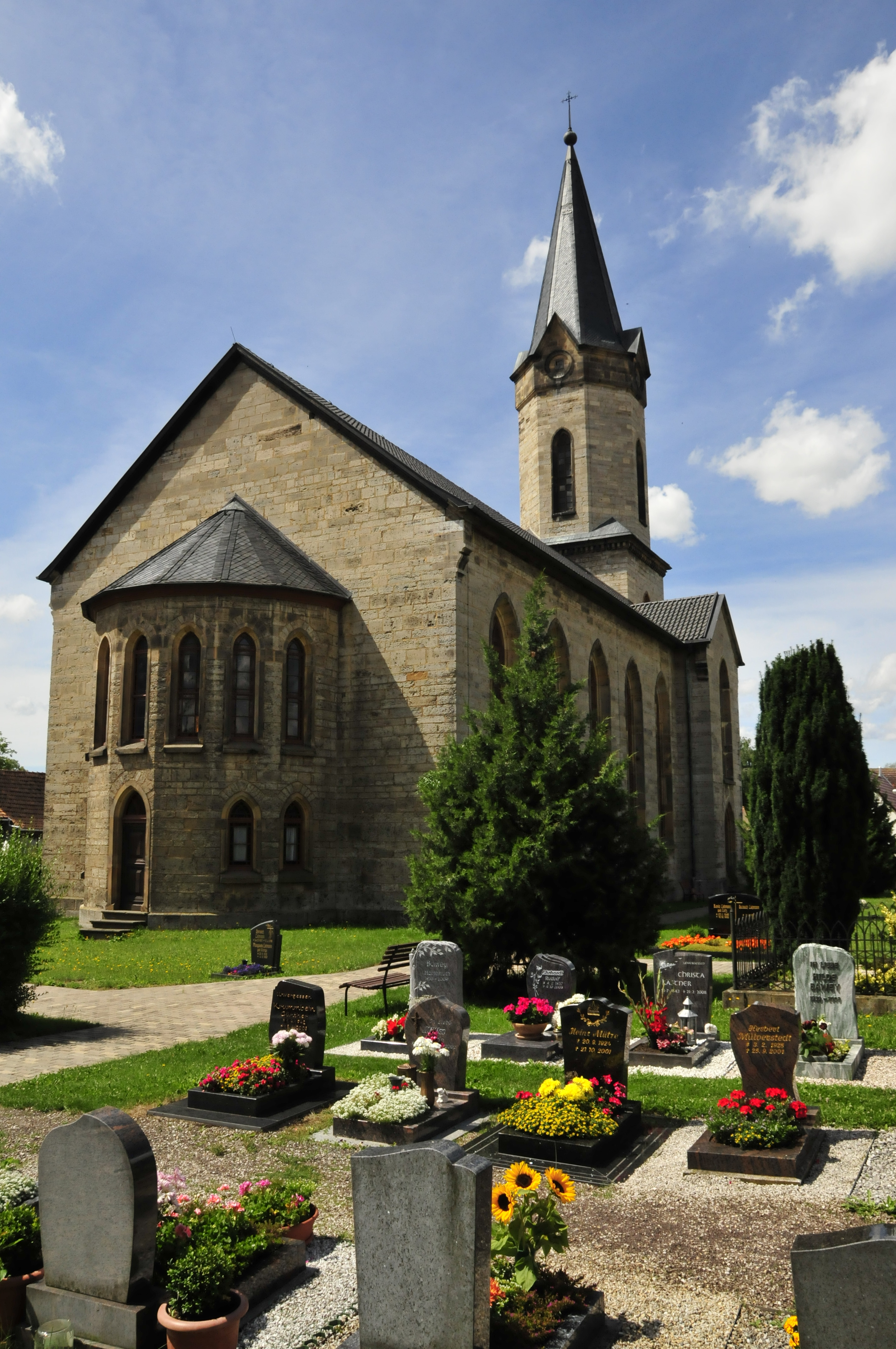
Friedrichswerth, Gustav-Adolf-Kirche

Die Gustav-Adolf-Kirche steht in der Unteren Waisenhausstraße in Friedrichswerth, einem Ortsteil der Landgemeinde Nessetal im thüringischen Landkreis Gotha. Sie ist nach König Gustav II. Adolf von Schweden benannt.

## Gemeindezugehörigkeit
Die Kirchengemeinde Friedrichswerth bildet zusammen mit den Kirchengemeinden Brüheim, Ebenheim, Haina und Sonneborn den Pfarrbereich Sonneborn im Kirchenkreis Gotha der Evangelischen Kirche in Mitteldeutschland. Bis 2009 gehörte der Kirchenkreis Gotha zur Evangelisch-Lutherischen Kirche in Thüringen.

## Beschreibung
Bereits 1690 hatte man mit dem Bau einer neuen Kirche begonnen, der jedoch aufgrund des plötzlichen Tods von Friedrich I. nicht beendet werden konnte. 1858 wurde die alte Kirche abgerissen, die auf dem Kirchplatz stand. Die heutige Gustav-Adolf-Kirche wurde im neogotischen Baustil ab 1855 in der Ortsmitte errichtet und 1860 eingeweiht. Sie besitzt auf der Westseite einen eingezogenen viergeschossigen Glockenturm. Die drei unteren Geschosse haben einen quadratischen Grundriss, das darüber liegende Glockengeschoss hat einen achteckigen. Darauf erhebt sich ein spitzes Zeltdach mit Turmkugel. In der Glockenstube hängen drei Glocken, die den Akkord aus E, Gis und H erzeugen. Dem rechteckigen Langhaus mit sechs Fensterachsen, das mit einem Satteldach bedeckt ist, schließt sich ein eingezogener polygonaler Chor an. Durch beidseitige Anbauten von Risaliten wird der Eindruck eines Querschiffes erzeugt. Die Kirchenmalerei stammt von den Gebrüdern Franz aus Gotha.
Die dreiseitigen Emporen sind doppelstöckig, auf der unteren über dem Eingang steht die Orgel. Sie hat 29 Register, verteilt auf zwei Manuale und Pedal, und wurde 1860 von Friedrich Christian Knauf gebaut.
| I Hauptwerk C–f3 |            |     |
| 01.              | Principal  | 16' |
| 02.              | Bordun     | 16' |
| 03.              | Principal  | 08' |
| 04.              | Gamba      | 08' |
| 05.              | Hohlflöte  | 08' |
| 06.              | Gedact     | 08' |
| 07.              | Octave     | 04' |
| 08.              | Hohlflöte  | 04' |
| 09.              | Quint      | 03' |
| 10.              | Octave     | 02' |
| 11.              | Cornet III | 08' |
| 12.              | Mixtur     | 02' |
| 13.              | Mixtur     | 01' |

| II Oberwerk C–f3 |                    |     |
| 14.              | Lieblich Gedackt 0 | 16' |
| 15.              | Geigenprincipal    | 08' |
| 16.              | Salicional         | 08' |
| 17.              | Lieblich Gedackt   | 08' |
| 18.              | Flauto Traverso    | 08' |
| 19.              | Octave             | 04' |
| 20.              | Gedackt            | 04' |
| 21.              | Flauto Dolce       | 04' |
| 22.              | Quinte             | 03' |
| 23.              | Octave             | 02' |

| Pedalwerk C–d1 |                |     |
| 24.            | Principalbaß 0 | 16' |
| 25.            | Violon         | 16' |
| 26.            | Subbaß         | 16' |
| 27.            | Octavbaß       | 08' |
| 28.            | Gedactbaß      | 08' |
| 29.            | Posaune        | 16' |

- Koppeln: II/I, I/P